# Túmulo de Eurísace
Túmulo de Eurísace, dito o Padeiro, cujo nome completo era Marco Virgílio Eurísace, é um dos maiores e mais bem preservados monumentos funerários de homens livres em Roma, localizado no rione Esquilino. Seu friso esculpido é um exemplo clássico do "estilo plebeu" da escultura romana. Eurísace construiu o túmulo para si e, provavelmente, para sua esposa, Aristia, no final do período republicano (c. 50–20 a.C.). Situado numa posição proeminente, imediatamente fora da Porta Maggiore, o túmulo acabou sendo muito transformado ao ser incorporado na Muralha Aureliana. Uma torre foi construída no local pelo imperador Honório e cobriu o túmulo, cujos restos só foram novamente expostos quando ela foi removida pelo papa Gregório XVI em 1838. Uma das características mais importantes deste monumento é o fato de ter sido construída por um liberto, ou seja, um antigo escravo alforriado.

## Marco Virgílio Eurísace
Embora não exista nenhuma afirmação conclusiva no próprio monumento de que Eurísace teria sido um liberto — não há o "L" de "libertus" na inscrição — há várias razões para se acreditar que este era, de fato, o caso. Seu nome segue a convenção romana de praenomen e nomen seguido de um cognomen grego, nomenclatura típica de um liberto, combinando, como é o caso, a identidade da família proprietária com a do indivíduo enquanto era escravo. A inscrição também não traz filiação, como era usual para os nascidos livres. As atividades manuais comemoradas na inscrição, as de um padeiro, não eram geralmente celebradas pelas classes mais altas. A forma incomum do monumento e de suas inscrições também serviram para identificar Eurísace como um novo rico parvenu, um Trimálquio, com sua "ostentação inocente" que apenas imita, vulgarmente, a cultura da elite.

## Localização
Sepultamentos no Pomério (a fronteira sagrada da cidade) eram geralmente proibidos. Embora a extensão deste nos vários estágios da história seja incerta, acredita-se que seu trajeto coincida com a da posterior Muralha Aureliana, talvez se estendendo até a região da Porta Maggiore depois da extensão de Cláudio. Ruas ladeadas por túmulos em posição proeminente, logo depois dos limites da cidade, são conhecidas em Pompeia e também ao longo da via Ápia. O túmulo de Eurísace, no cruzamento da via Praenestina com a via Labicana, pouco antes da entrada em Roma, estava em posição particularmente proeminente e sua forma trapezoidal foi provavelmente resultado do espaço disponível no local. São conhecidos outros complexos funerários na vizinhança, incluindo o columbário de Tito Estacílio Tauro, cônsul na época de Augusto, com mais de 700 loculi (nichos funerários), e o túmulo da "Societas Cantorum Graecorum" ("Sociedade de Cantores Gregos"), do século I a.C.

## Monumento
O túmulo, ofuscado pela construção posterior da Água Cláudia, tem aproximadamente dez metros de altura. De concreto revestido por travertino numa base de tufo, o túmulo se destaca não apenas como um monumento a Eurísace, mas à profissão dos padeiros. A incorporação dos cilindros, talvez uma referência aos rolos de amassar ou às vasilhas de medida, como sugerido acima, só reforça a associação com a fabricação de pães. É um estilo muito diferente do estilo clássico de construção de túmulos, o que acaba destacando o monumento. Foi muito depois que se descobriu que os estranhos buracos tinham o tamanho exato de uma unidade romana de cereais, o que fez com que alguns acreditassem que Eurísace estaria legando aos romanos uma função prática em seu túmulo.
A porção sobrevivente da inscrição é "EST HOC MONIMENTVM MARCEI VERGILEI EVRYSACIS PISTORIS REDEMPTORIS APPARET" ("Este é o monumento de Marco Virgílio Eurísace, padeiro, contratante e servidor público").
Um relevo representando os vários estágios da produção do pão decora o topo do túmulo. Do lado sul estão a entrega e a moenda do trigo, assim como a peneiração da farinha; do lado norte, a mistura e o amassamento da massa para formar os pães arredondados, cozidos depois em fornos parecidos com os de pizza; e, do lado oeste, o empilhamento dos pães cozidos em cestos e o posterior pesamento.

## Descobertas

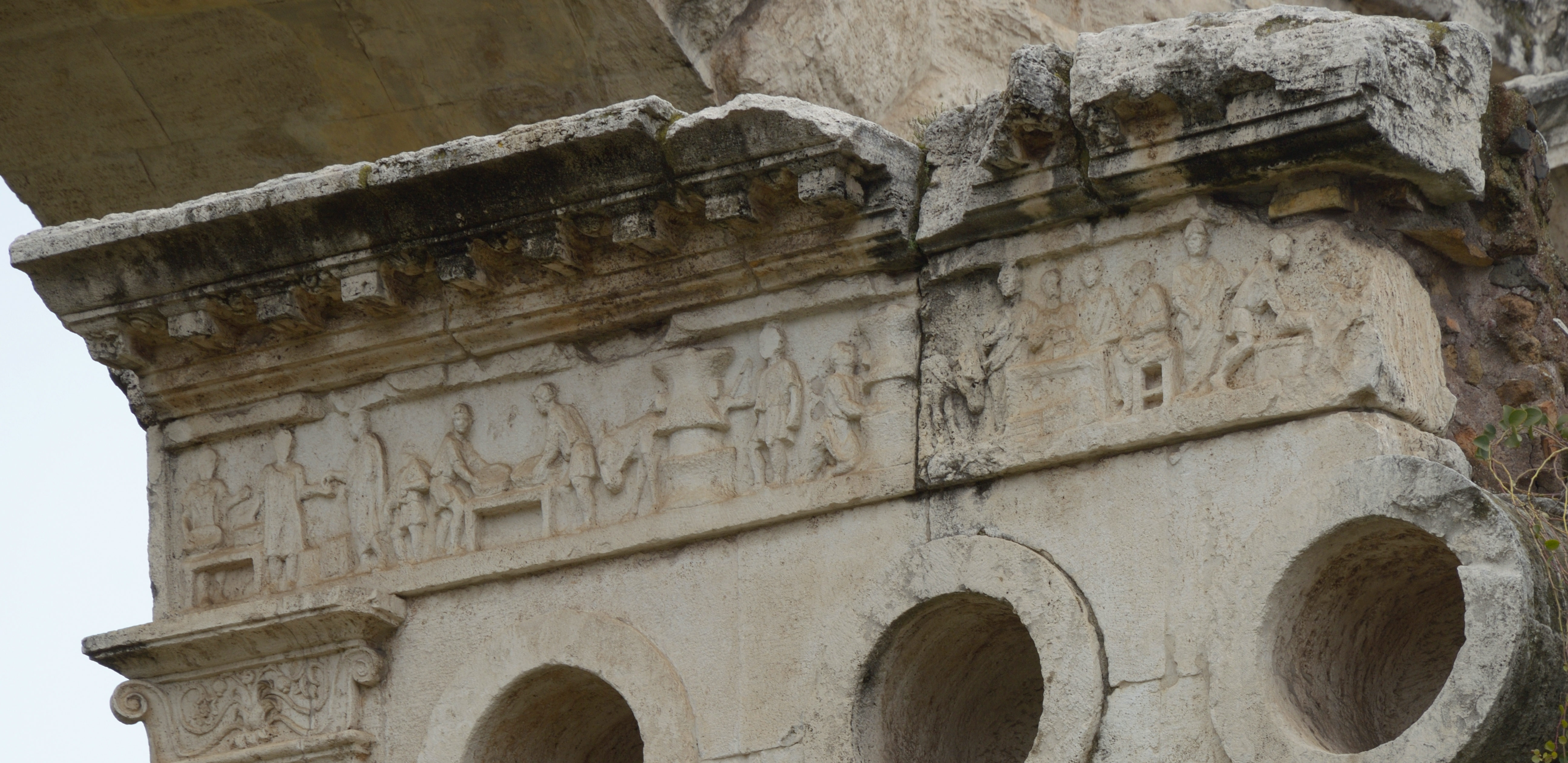
Friso sobre a fabricação de pães.

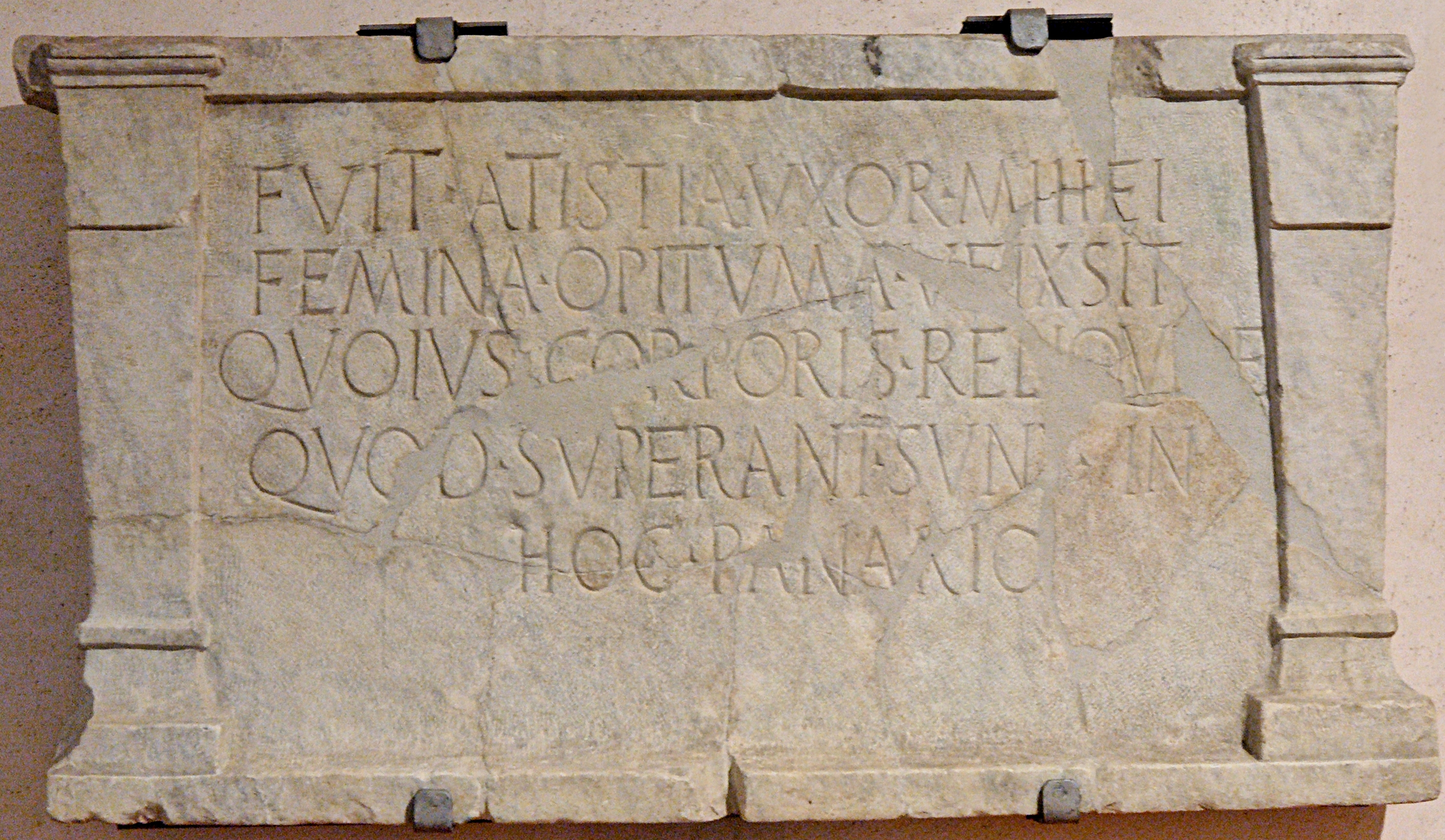
Incrição de Atistia.

Durante a demolição das fortificações medievais construídas sobre o túmulo pelo papa Gregório XVI em 1838, um relevo completo foi descoberto representando retratos de um homem e uma mulher de toga e pala, levado para Palazzo dei Conservatori (Museus Capitolinos). Junto com ele estava uma inscrição homenageando Atistia, uma boa esposa cujos restos foram colocados numa cesta de pães e uma urna na forma de uma cesta deste tipo. O roubo da cabeça da escultura da mulher em 1934 e a incerteza sobre a localização atual da urna, provavelmente em algum lugar do acervo do Museo Nazionale Romano, implicam que todo o estudo moderno sobre eles está sendo atualmente conduzido com base em desenhos e fotografias primitivos das escavações. Reconstruções geralmente relacionam estes itens ao túmulo com base no estilo, assunto ou local de descoberta, com "Atistia" se transformando na esposa de Eurísace e o relevo duplo, com os retratos e a inscrição, fazendo parte da porção superior, até então perdida, do túmulo.